# Volcà del Puig del Roser
El Volcà del Puig del Roser és un volcà de la Zona Volcànica de la Garrotxa, amb un con d’aproximadament un quilòmetre de perímetre, amb cim a la plaça de Braus d'Olot i una extensió que abasta el Firal, el Firalet i segueix direcció la plaça Balmes. La seva explosió va ser poc eruptiva, per la poca presència de cendres que s'han trobat. Les obres de re-urbanització del Firal van permetre obtenir-ne informació i trobar una roca volcànica excepcional de color bordeus, formada per la colada de lava del volcà.